# Ralph Bellamy
Ralph Rexford Bellamy (Chicago, 17 juni 1904 - Santa Monica, 29 november 1991) was een Amerikaans acteur. Hij werd in 1938 genomineerd voor een Academy Award voor zijn bijrol in de film The Awful Truth en ontving nominaties voor een Emmy Award in 1956, 1975 en 1983. Bellamy maakte zijn film- en acteerdebuut in 1931 in The Secret Six en speelde tot aan zijn laatste rolprent Pretty Woman in meer dan 95 films, meer dan 120 inclusief televisiefilms.
Een van de rollen die Bellamy meer dan eens speelde was die van speurder Ellery Queen, als wie hij in de periode 1940-1941 in vier verschillende films verscheen. Ook het personage Randolph Duke speelde hij meer dan eens, hoewel dit de tweede keer een cameo-rolletje betrof dat vooral als grap voor oplettende kijkers bedoeld was. In regisseur John Landis' film Trading Places speelt Duke namelijk een essentiële rol in het verhaal, als rijke man die uiteindelijk financieel geruïneerd wordt door de personages van hoofdrolspelers Eddie Murphy en Dan Aykroyd. Murphy speelde vijf jaar later opnieuw een hoofdrol in Landis' film Coming to America. Daarin loopt diens personage Prins Akeem op zeker moment langs twee zwervers, van wie er één de aan de bedelstaf geraakte Randolph Mortimer is.
Bij zijn overlijden in 1991 liet Bellamy zijn vierde echtgenote Alice Murphy achter, met wie hij sinds 1949 getrouwd was. Eerder trouwde hij met Alice Delbridge (1927-30), Catherine Willard (1931-45) en Ethel Smith (1945-47). Samen met Willard kreeg hij dochter Lynn en adopteerde hij zoon Willard.

## Filmografie
*Exclusief 25+ televisiefilms
| - Pretty Woman (1990) - The Good Mother (1988) - Coming to America (1988) - Amazon Women on the Moon (1987) - Disorderlies (1987) - Trading Places (1983) - Oh, God! (1977) - Cancel My Reservation (1972) - Something Evil (1972, televisiefilm) - Doctors' Wives (1971) - Rosemary's Baby (1968) - The Professionals (1966) - Sunrise at Campobello (1960) - The Court-Martial of Billy Mitchell (1955) - Lady on a Train (1945) - Delightfully Dangerous (1945) - Guest in the House (1944) - The Great Impersonation (1942) - Men of Texas (1942) - Lady in a Jam (1942) - The Ghost of Frankenstein (1942) - The Wolf Man (1941) - Ellery Queen and the Murder Ring (1941) - Ellery Queen and the Perfect Crime (1941) - Dive Bomber (1941) - Affectionately Yours (1941) - Ellery Queen's Penthouse Mystery (1941) - Footsteps in the Dark (1941) - Ellery Queen, Master Detective (1940) - Meet the Wildcat (1940) - Public Deb No. 1 (1940) - Dance, Girl, Dance (1940) - Queen of the Mob (1940) - Brother Orchid (1940) - Flight Angels (1940) - His Girl Friday (1940) - Coast Guard (1939) - Blind Alley (1939) - Let Us Live (1939) - Smashing the Spy Ring (1939) - Trade Winds (1938) - Girls' School (1938) - Carefree (1938) - Boy Meets Girl (1938) - Fools for Scandal (1938) - The Crime of Dr. Hallet (1938) - The Awful Truth (1937) - It Can't Last Forever (1937) | - Let's Get Married (1937) - Counterfeit Lady (1936) - Wild Brian Kent (1936) - The Man Who Lived Twice (1936) - Straight from the Shoulder (1936) - The Final Hour (1936) - Roaming Lady (1936) - Dangerous Intrigue (1936) - Hands Across the Table (1935) - Navy Wife (1935) - The Healer (1935) - Air Hawks (1935) - Eight Bells (1935) - The Wedding Night (1935) - Gigolette (1935) - Rendezvous at Midnight (1935) - Helldorado (1935) - Woman in the Dark (1934) - Girl in Danger (1934) - One Is Guilty (1934) - Crime of Helen Stanley (1934) - This Man Is Mine (1934) - Once to Every Woman (1934) - Spitfire (1934) - Before Midnight (1933) - Ever in My Heart (1933) - Ace of Aces (1933) - Headline Shooter (1933) - Blind Adventure (1933) - Flying Devils (1933) - The Narrow Corner (1933) - Picture Snatcher (1933) - Destination Unknown (1933) - Below the Sea (1933) - Parole Girl (1933) - Second Hand Wife (1933) - Air Mail (1932) - Wild Girl (1932) - Almost Married (1932) - Rebecca of Sunnybrook Farm (1932) - The Woman in Room 13 (1932) - Young America (1932) - Disorderly Conduct (1932) - Forbidden (1932) - Surrender (1931) - West of Broadway (1931) - The Magnificent Lie (1931) - The Secret Six (1931) |

## Televisieseries
*Exclusief eenmalige gastrollen
- Christine Cromwell - Cyrus Blain (1989-1990, vier afleveringen)
- War and Remembrance - President Franklin Delano Roosevelt (1988-1989, elf afleveringen)
- Matlock - Sen. Lambert Crawford (1987, twee afleveringen)
- Hotel - Jake Cabot (1985-1986, drie afleveringen)
- The Winds of War - President Franklin Delano Roosevelt (1983, zeven afleveringen)
- Westside Medical - Everett Meade (1977, twee afleveringen)
- Hunter - Harold Baker (1977, twaalf afleveringen)
- The Most Deadly Game - Ethan Arcane (1970, drie afleveringen)
- Frontier Justice - Gastheer (1961, negen afleveringen)
- Man Against Crime - Mike Barnett (1949-1954, 84 afleveringen)

- Bibsys: 2130923
- Biblioteca Nacional de España: XX1069124
- Bibliothèque nationale de France: cb14659817w (data)
- CiNii: DA17401345
- Gemeinsame Normdatei: 129251607
- International Standard Name Identifier: 0000 0001 2136 8013
- Library of Congress Control Number: n79029845
- National Archives and Records Administration: 10582638
- Nationale Bibliotheek van Israël: 987007344683805171
- Nederlandse Thesaurus van Auteursnamen: 073886149
- SNAC: w66h56dm
- Système universitaire de documentation: 069122091
- Virtual International Authority File: 64268795
- WorldCat: E39PBJjT384qjPhy9y6DqQycfq